# Носсек, Макс
Макс Носсек (англ. Max Nosseck; 19 сентября 1902 — 29 сентября 1972) — немецкий актёр, сценарист и кинорежиссёр, работавший в Голливуде в период 1940-х и начала 1950-х годов.
Наиболее значимыми работами Носсека считаются комедия с Бастером Китоном «Король Елисейских полей» (1934), голливудские криминальные фильмы «Диллинджер» (1945), «Брайтонский душитель» (1945), «Убей или убьют тебя» (1950) и «Хулиган» (1951), а также семейный фильм «Чёрный Красавец» (1946).

## Ранние годы и начало карьеры в Европе
Макс Носсек родился 19 сентября 1902 года в городе Накель, Восточная Пруссия, Германия (ныне Накло-над-Нотецён, Польша). Он учился в Венской академии изобразительных искусств и в Берлинском университете.
После окончания Первой мировой войны Носсек стал сниматься в кино как исполнитель эпизодических ролей. В 1922 году он создал свою недолговечную продюсерскую компанию, затем работал актёром немых фильмов и на сцене. В 1925 году он создал джазовый оркестр, с которым выступал в берлинских кабаре.
В 1930 году Носсек поставил в Германии свой первый фильм, комедию «Любовный клевер» (1930). До 1933 года он успел поставить ещё четыре картины, однако в 1933 году после прихода к власти нацистов из-за своего еврейского происхождения был вынужден покинуть Германию и переехал во Францию. В 1934—1936 годах Носсек работал попеременно в Испании, Португалии, Франции и Нидерландах, поставив за этот период восемь комедийных фильмов, среди которых наиболее значимой была лента с Бастером Китоном «Король Елисейских полей» (1936).

## Голливудская карьера
В 1939 году Носсек перебрался в Голливуд, где стал более всего известен своими криминальными фильмами категории В. Свою режиссёрскую карьеру в Голливуде он начал с независимого фильма «Путь к славе» (1940) о канторе Синагоги в Вильнюсе, который вырастает в певца Варшавской оперы, за которой последовала криминальная драма студии Columbia Pictures «Девушки до 21 года» (1940) и детективная картина «Играющие дочери» (1941), которую он поставил на бедной киностудии PLC. После этого Носсек взял паузу до 1945 года, когда поставил по собственному сценарию на студии RKO Radio Pictures криминальную драму «Брайтонский душитель» (1945). В центре внимания этого фильма находится признанный лондонский актёр Реджинальд Паркер (Джон Лодер), который исполняет в театре роль маньяка-душителя. При бомбёжке театра нацистами во время Второй мировой войны Реджинальд получает серьёзную травму головы, после чего не может отделить реальность от собственных фантазий, периодически превращаясь в реальной жизни в того самого душителя, которого играет на сцене. Близкая подруга актёра Эйприл Менби (Джун Дюпре) предпринимает все возможные усилия, чтобы спасти Реджинальда от самого себя. После выхода фильма на экраны кинокритик «Нью-Йорк таймс» Босли Краузер заметил, что помимо причудливого сюжетного поворота с актёром, который после травмы головы начинает душить на улицах мирных граждан, «в этом фильме ничего такого, что могло бы вас сильно смутить — и, если уж на то пошло, ничего такого, что могло бы вызвать у вас тревогу или беспокойство». Современный кинокритик Деннис Шварц назвал фильм «неплохим триллером, действие которого происходит а Англии во время Второй мировой войны. Это старомодная детективная история о жертве амнезии, хотя вряд ли её можно считать убедительной, даже несмотря на выдающуюся игру Джона Лодера». По мнению критика, «в фильме слишком много сюжетных дыр, чтобы быть убедительным, но его спасает хорошее режиссёрское решение Носсека придать фильму быстрый темп, вводить поменьше диалога и не переполнять сцены дополнительными сюжетными линиями или наивными психологическими объяснениями». Таким образом Носсек добился «необходимой сконцентрированности на основной истории», и благодаря этому фильм «стоит посмотреть». Как отметил Эдер, «Брайтонский душитель» «обычно считается лучшим и самым атмосферным триллером Носсека», а сюжет картины был позднее с определёнными доработками использован в фильме категории А «Двойная жизнь» (1947) с Рональдом Колманом в главной роли.
Далее последовала биографическая гангстерская драма «Диллинджер» (1945), которая, по словам Хэла Эриксона, стала «девятым фильмом небольшой независимой компании братьев Кинг, так и оставшись её самым финансово успешным проектом». Фильм прослеживает криминальную карьеру известного гангстера Джона Диллинджера с момента его первой мелкой кражи вплоть до впечатляющей гибели в 1934 году перед кинотеатром Biograph Theater в Чикаго. Как написал современный историк кино Брюс Эдер, фильм «был сделан на сверхмалом бюджете, и тем не менее, он до сих пор имеет высокую репутацию, главным образом благодаря своим нуаровым элементам и сильной игре Лоуренса Тирни в заглавной роли». Кроме того, по мнению критика, «фильм срабатывает как раз благодаря своей бедности. Если бы режиссёр не был настолько зажат бюджетом, он мог бы попробовать усовершенствовать сцены, однако они получились куда сильнее благодаря быстрому монтажу и минимуму (а иногда и полному отсутствию) актёрских реплик». С учётом «неистового темпа — картина покрывает всю карьеру Диллинджера за 70 минут — получается своего рода гибридный фильм нуар, а именно гангстерский фильм, который срабатывает только благодаря визуальной передаче ощущения роковой обречённости». Назвав картину «первой концептуальной гангстерской эпической историей», журнал TimeOut особенно отметил, что она «лишена моральных нотаций, беспристрастно показывая „врага общества номер один“». Как отмечает критик журнала, фильм «является отличным примером сенсационной истории, произведённой за небольшие деньги с имевшимися кадрами хроники… Это отрезвляюще бесстрастное и жёсткое изложение сказочного мифа». По словам Брюса Эдера, этот фильм «благодаря своим экспрессионистским приёмам считается сегодня малой классикой криминального жанра».
Самым большим кассовым хитом Носсека, по словам Эдера, стал семейный фильм о лошади «Чёрный Красавец» (1946), сделанный на независимой студии для реализации через 20th Century Fox. В основу фильма положен классический роман 1877 года британской писательницы Анны Сьюэлл о жеребце по кличке Чёрный Красавец. Как отмечает Хэл Эриксон, в отличие от романа, где повествование ведётся с точки зрения лошади, фильм сосредоточен на первом владельце животного, молодой девушке (Мона Фриман). Готовя жеребца к победам на престижных скачках, оставшаяся без матери девушка впадает в панику, когда жеребец вдруг пропадает. Она находит его в сарае, который должен вот-вот загореться, теряет от удара сознание и падает, однако её спасает отважный Чёрный Красавец. Как замечает критик, сценарий фильма затрагивает только один, и не самый увлекательный, из многочисленных эпизодов романа. Кроме того, «экранизация выполнена в разочаровывающе невыразительном стиле независимым продюсером Эдвардом Л. Альперсоном». По мнению критика, «если бы 20th Century-Fox занялась производством, а не просто релизом фильма, его могла бы спасти красота съёмок в формате Technicolor». Вслед за «Чёрным Красавцем» Носсек поставил ещё один семейный фильм, на этот раз о мальчике и собаке, который назвался «Возвращение Рин Тин Тина» (1947).
Следующей режиссёрской работой Носсека стала скромная, неторопливая криминальная лента об ограблении «Убей или убьют тебя» (1950), которая снималась в основном в Мексике. В этой картине жёсткий, но честный парень Роберт Уоррен (Лоуренс Тирни) оказывается подставленным в убийстве. Скрываясь на плантации в джунглях, Уоррен встречает Марию (Марисса О’Брайен), жену владельца плантации Марека, и вскоре влюбляется в неё. В итоге выясняется, что Марек и его партнер Слома (Джордж Кулурис) причастны к убийству, в котором обвиняют Уоррена. По мнению критика Хэла Эриксона, «последняя треть фильма, проходящая в тревожном волнении, с лихвой восполняет то, чего фильму ему не хватает в плане достоверности».
Последовавший затем фильм нуар «Хулиган» (1951) рассказывает о закоренелом преступнике Винсенте Любеке (Лоуренс Тирни), который после условно-досрочного освобождения устраивается на работу в автозаправку своего брата, отбивает его невесту, а когда она беременеет, отказывается жениться, после чего девушка кончает жизнь самоубийством. Вслед за этим Винсент с помощью своих дружков осуществляет ограбление банка, однако в результате внутреннего конфликта сообщники скрываются, оставив его без денег. Вскоре всех грабителей ловят или убивают, в то время как самого Винсента решает наказать его брат. Как написал историк кино Джефф Стаффорд, «этот фильм категории В студии бедного ряда продолжительностью чуть более часа очевидно был выстроен с целью продемонстрировать таланты Лоуренса Тирни». Актёр «присутствует почти в каждой сцене, и в этом качестве фильм очень рекомендуется его поклонникам». В остальном же, как отмечает Стаффорд, «хотя это не забытый шедевр и даже не малый бриллиант жанра фильм нуар», ему тем не менее удаётся показать «Тирни как смертельную и ядовитую силу природы в полном объёме». Как далее пишет критик, это «история на тему морали и одновременно фильм нуар с необходимым для этого жанра обречённым героем, который движется по безжалостной тропинке вниз». Историк кино Артур Лайонс замечает, что «некоторые полагают, что „Хулиган“ — это не нуар, а обычный гангстерский фильм». Тем не менее, «определённые моменты чётко отсылают его в категорию нуара — это социопатия Тирни, его изоляция, проистекающая из его желания предать каждого, включая собственного брата, и подчёркнутая сексуальная извращённость». Лайонс также отмечает что, «фильм страдает от низкого качества производства» из-за своего крайне скромного бюджета. Деннис Шварц выразил мнение, что этот гангстерский фильм «рассказывает старую историю, не добавляя ничего свежего, хотя представлена она сильно». Шварц резюмирует своё мнение словами, что этот «второстепенный фильм, который достигает своей ограниченной цели показать, что, так сказать, леопард никогда не меняет своих пятен». Историк кино Майкл Кини посчитал картину «довольно неудачной и отсталой», при этом отметив сцену «изобретательно спланированного ограбления, которая спасает фильм».
После этого фильма американская карьера Носсека пошла на спад. Он поставил такие малозаметные фильмы, как военная драма «Корейский патруль» (1951), криминальная мелодрама «Красивое тело» (1953), мелодрама о нудистской колонии «Райский сад» (1954) и драма «Поющий в темноте» (1954) о потерявшем память мученике Холокоста, который становится признанным певцом.

## Продолжение кинематографической карьеры в Европе
В 1955 году Носсек поставил в Германии сатирическую комедию «Капитан и его герой» (1955), после чего поставил в Австрии комедии «Любовная жизнь прекрасного Франца» (1956) и «… и кто меня целует?» (1956), на которой выступил также в качестве сценариста. До конца 1950-х годов Носсек поставил в Германии драму о нудистах «Запретный рай» (1958), а также написал сценарии мелодрам «Поликушка» и «Ночи Петербурга», а также музыкальной комедии «Мюнхгаузен в Африке» (все — 1958). В 1960 году Носсек выступил сценаристом и сорежиссёром фильма «Разукрашенная молодежь», после чего работал как режиссёр четырёх телефильмов в 1962—1964 годах, а затем — как актёр, завершив карьеру небольшой ролью в эротической комедии Хесуса Франко «Робинзон и его дикие рабыни» (1972).

## Личная жизнь
Носсек был женат трижды. Его жёнами были австрийская актриса Олли Гебойер (нем. Olly Gebauer), которая умерла в 1937 году, писательница и авиатор Женевьев Хоген (англ. Genevieve Haugen), а с 1956 года — немецкая актриса Ильзе Степпат (нем. Ilse Steppat), которая умерла в 1969 году.
Его брат Мартин Носсек был владельцем кинотеатра в Беверли-Хиллс под названием Martin Nosseck Projection Theatre.

## Смерть
Макс Носсек умер 29 сентября 1972 года в Бад-Висзе, Бавария, Германия, в возрасте 70 лет.

## Фильмография
| Год  | Название                               | Оригинальное название                               | В каком качестве участвовал  | Страна     |
| ---- | -------------------------------------- | --------------------------------------------------- | ---------------------------- | ---------- |
| 1926 | Дерби. Фрагмент из мира рысьего спорта | Derby. Ein Ausschnitt aus der Welt des Trabersports | Актёр                        | Германия   |
| 1926 | Стать отцом не сложно…                 | Vater werden ist nicht schwer…                      | Актёр                        | Германия   |
| 1927 | Ее последнее любовное приключение      | Ihr letztes Liebesabenteuer                         | Актёр                        | Германия   |
| 1929 | Без денег по миру. Зигфрид Фиш         | Ohne Geld durch die Welt                            | Актёр                        | Германия   |
| 1930 | Мисс Плутовка                          | Fräulein Lausbub                                    | Актёр                        | Германия   |
| 1930 | Любовный клевер                        | Liebeskleeblatt                                     | Режиссёр, актёр              | Германия   |
| 1930 | Танец в счастье                        | Der Tanz ins Glück                                  | Режиссёр, актёр              | Германия   |
| 1931 | Шлемиль                                | Der Schlemihl                                       | Режиссёр                     | Германия   |
| 1931 | Казарменное заклинание                 | Kasernenzauber                                      | Актёр                        | Германия   |
| 1932 | Хотя бы раз я не хочу беспокоиться     | Einmal möcht' ich keine Sorgen haben                | Режиссёр                     | Германия   |
| 1932 | Всё поставлено на карту                | Es geht um alles                                    | Режиссёр                     | Германия   |
| 1934 | Я иду с радостью                       | ¡Alegre voy!                                        | Режиссёр                     | Испания    |
| 1934 | Неделя счастья                         | Una semana de felicidad                             | Режиссёр                     | Испания    |
| 1934 | Яростное стадо                         | Gado Bravo                                          | Режиссёр                     | Португалия |
| 1934 | Король Елисейских полей                | Le roi des Champs-Élysées                           | Режиссёр                     | Франция    |
| 1934 | Король Елисейских полей                | Le roi des Champs-Élysées                           | Режиссёр                     | Франция    |
| 1935 | Восточное приключение                  | Aventura oriental                                   | Режиссёр                     | Испания    |
| 1935 | Сын полка                              | De Big van het regiment                             | Режиссёр                     | Нидерланды |
| 1936 | Всесильный господин                    | Poderoso caballero                                  | Режиссёр                     | Испания    |
| 1936 | Оранжевый Хейн                         | Oranje Hein                                         | Режиссёр                     | Нидерланды |
| 1940 | Девочки в возрасте до 21               | Girls Under 21                                      | Режиссёр                     | США        |
| 1940 | Прелюдия к славе                       | Overture to Glory                                   | Режиссёр, сценарист          | США        |
| 1941 | Дочери, играющие в азартные игры       | Gambling Daughters                                  | Режиссёр                     | США        |
| 1943 | Одна опасная ночь                      | One Dangerous Night                                 | Сценарист (история)          | США        |
| 1945 | Брайтонский душитель                   | The Brighton Strangler                              | Режиссёр, сценарист          | США        |
| 1945 | Диллинджер                             | Dillinger                                           | Режиссёр                     | США        |
| 1946 | Чёрный Красавец                        | Black Beauty                                        | Режиссёр                     | США        |
| 1947 | Возвращение Рин Тин Тина               | The Return of Rin Tin Tin                           | Режиссёр                     | США        |
| 1950 | Убей или будь убитым                   | Kill or Be Killed                                   | Режиссёр, сценарист          | США        |
| 1951 | Хулиган                                | The Hoodlum                                         | Режиссёр                     | США        |
| 1951 | Корейский патруль                      | Korea Patrol                                        | Режиссёр                     | США        |
| 1953 | Красивое тело                          | The Body Beautiful                                  | Режиссёр, продюсер           | США        |
| 1954 | Райский сад                            | Garden of Eden                                      | Режиссёр, сценарист          | США        |
| 1955 | Капитан и его герой                    | Der Hauptmann und sein Held                         | Режиссёр                     | Германия   |
| 1956 | … и кто меня целует?                   | …und wer küßt mich?                                 | Режиссёр, сценарист          | Австрия    |
| 1956 | Любовная жизнь прекрасного Франца      | Das Liebesleben des schönen Franz                   | Режиссёр                     | Австрия    |
| 1956 | Пение в ночи                           | Singing in the Dark                                 | Режиссёр, сценарист          | США        |
| 1958 | Запретный рай                          | Das verbotene Paradies                              | Режиссёр (как Макс Майер)    | Германия   |
| 1958 | Поликушка                              | Polikuschka                                         | Сценарист                    | Германия   |
| 1958 | Ночи Петербурга                        | Petersburger Nächte                                 | Сценарист                    | Германия   |
| 1958 | Мюнхгаузен в Африке                    | Münchhausen in Afrika                               | Сценарист                    | Германия   |
| 1960 | Разукрашенная молодежь                 | Geschminkte Jugend                                  | Сорежиссёр, сценарист        | Германия   |
| 1962 | Фильм на борту                         | Film an Bord                                        | Режиссёр (телефильм, 35 мин) | Германия   |
| 1962 | Человек из Гуаякиля                    | Der Mann aus Guayaquil                              | Режиссёр (телефильм, 30 мин) | Германия   |
| 1962 | CQ всем                                | CQ an alle                                          | Режиссёр (телефильм, 40 мин) | Германия   |
| 1963 | Карибское удовольствие                 | Karibisches Vergnügen                               | Режиссёр (телефильм, 30 мин) | Германия   |
| 1964 | Казанова против своей воли             | Casanova wider Willen                               | Режиссёр (телефильм)         | Германия   |
| 1966 | Запретная зона                         | Sperrbezirk                                         | Актёр                        | Германия   |
| 1970 | Мне всегда было весело                 | Mir hat es immer Spaß gemacht                       | Актёр                        | Германия   |
| 1970 | Господа в белых жилетах                | Die Herren mit der weissen Weste                    | Актёр                        | Германия   |
| 1970 | Что случилось с Вилли?                 | Was ist denn bloß mit Willi los?                    | Актёр                        | Германия   |
| 1972 | Последняя охота Хупера                 | Hoopers letzte Jagd                                 | Актёр (мини-сериал)          | Германия   |
| 1972 | Робинзон и его дикие рабыни            | Robinson und seine wilden Sklavinnen                | Актёр                        | Германия   |